# Peter I van Castilië
Peter I (Spaans: Pedro) (Burgos, 30 augustus 1334 – Montiel, 23 maart 1369), bijgenaamd de Wrede, was vanaf 1350 tot aan zijn dood koning van Castilië en Leon.

## Biografie
Peter was de tweede zoon van Alfons XI en van Maria van Portugal. Hij trad twee maal in het huwelijk, eerst in 1353 met Blanca van Bourbon, vervolgens in 1354 met Johanna de Castro, maar verstootte zijn beide echtgenotes kort na het huwelijk. Hij bleef daarentegen trouw aan zijn minnares doña María van Padilla, wier bloedverwanten hij met de hoogste staatsambten begiftigde.
Mede hierdoor ontstond er verzet tegen hem, onder de leiding van zijn halfbroer Hendrik van Trastámara, hetgeen in 1356 tot een burgeroorlog leidde. Aanvankelijk behield koning Peter de overhand: hij liet zijn ex-vrouw Blanca in de gevangenis werpen en nam bloedige wraak op zijn tegenstanders, waarna Hendrik zich gedwongen zag naar Frankrijk te vluchten.

## De Wrede
Vanaf dat moment tot aan 1366 heerste Peter als een wrede tiran. Hij kreeg zijn bijnaam door zijn willekeur en hardvochtige, despotische bewind. Toen Hendrik van Trastámara, gesteund door Aragon en met de hulp van Franse huurlingen Castilië binnenviel, kon Peter met de hulp van Eduard, prins van Wales (de "Zwarte Prins") en van het koninkrijk Navarra zijn halfbroer overwinnen in de Slag bij Nájera in 1367. Maar toen de Zwarte Prins, afgeschrikt door de buitensporigheden van zijn bondgenoot, het land had verlaten en Hendrik anderzijds steun kreeg van de Franse koning, werd Peter, die nu helemaal geïsoleerd stond, definitief verslagen en vermoord in zijn vesting Montiel op 23 maart 1369.

## Moord
Pedro werd vermoord in zijn vesting Montiel nadat hij omsingeld was door de legers van Bertrand du Guesclin en Hendrik van Trastámara. Bertrand du Guesclin vond het onnodig om de vesting aan te laten vallen en liet Montiel omsingelen. Peter was bang en zond een brief naar du Guesclin waarin stond dat hij 200.000 goudstukken en 6 leengoederen zou krijgen als hij hem zou vrijlaten. Du Guesclin deed alsof hij op dit aanbod inging en liet hem naar buiten komen. Daar leverde du Guesclin hem echter uit aan Hendrik van Trastámara. Peter pakte vervolgens zijn dolk en probeerde zijn halfbroer neer te steken. Maar een oplettende ridder greep hem bij zijn voet en hij struikelde. Vervolgens greep Hendrik zijn dolk en stak hem neer.

## Nageslacht
Met María de Padilla:
- Beatriz, (1353 – 1369) gezworen troonopvolgster, maar toegetreden tot de orde van Santa Clara in het klooster van Santa Clara in Tordesillas.
- Constanza (1354 - 1394), echtgenote van Jan van Gent, hertog van Lancaster en zoon van Eduard III van Engeland.
- Isabel (1355 - 1392), getrouwd met Edmund van Langley, hertog van York en zoon van Eduard III van Engeland.
- Alfonso (1359 - 19 oktober 1362).

Met Juana de Castro:
- Juan (1355 - 1405). De stichter van de lijn van de Prinsen van Castilië, getrouwd met Doña Elvira de Eril y de Falces.

Met María González de Hinestrosa:
- Fernando (? - ?), door zijn vader benoemd tot Heer van Niebla, doch vroeg gestorven

Met Teresa de Ayala:
- María; later moeder overste in het klooster van Santo Domingo el Real, in Toledo.

Met Isabel de Sandoval:
- Sancho (? - ?); ongetrouwd, gestorven in gevangenschap in het Kasteel van Toro.
- Diego (? - ?); Stichter van de lijn van Guadalajara.

## Voorouders
| Voorouders van Peter I van Castilië | Voorouders van Peter I van Castilië                                        | Voorouders van Peter I van Castilië                                        | Voorouders van Peter I van Castilië                                        | Voorouders van Peter I van Castilië                                        | Voorouders van Peter I van Castilië                                      | Voorouders van Peter I van Castilië                                      | Voorouders van Peter I van Castilië                                      | Voorouders van Peter I van Castilië                                      |
| ----------------------------------- | -------------------------------------------------------------------------- | -------------------------------------------------------------------------- | -------------------------------------------------------------------------- | -------------------------------------------------------------------------- | ------------------------------------------------------------------------ | ------------------------------------------------------------------------ | ------------------------------------------------------------------------ | ------------------------------------------------------------------------ |
| Overgrootouders                     | Sancho IV van Castilië (1258-1295) ∞ Maria van Molina (1265-1321)          | Sancho IV van Castilië (1258-1295) ∞ Maria van Molina (1265-1321)          | Dionysius van Portugal (1261-1325) ∞ Elisabeth van Aragón (1271-1336)      | Dionysius van Portugal (1261-1325) ∞ Elisabeth van Aragón (1271-1336)      | Dionysius van Portugal (1261-1325) ∞ Elisabeth van Aragón (1271-1336)    | Dionysius van Portugal (1261-1325) ∞ Elisabeth van Aragón (1271-1336)    | Sancho IV van Castilië (1258-1295) ∞ Maria van Molina (1265-1321)        | Sancho IV van Castilië (1258-1295) ∞ Maria van Molina (1265-1321)        |
| Grootouders                         | Ferdinand IV van Castilië (1285-1312) ∞ Constance van Portugal (1290–1313) | Ferdinand IV van Castilië (1285-1312) ∞ Constance van Portugal (1290–1313) | Ferdinand IV van Castilië (1285-1312) ∞ Constance van Portugal (1290–1313) | Ferdinand IV van Castilië (1285-1312) ∞ Constance van Portugal (1290–1313) | Alfons IV van Portugal (1291-1357) ∞ Beatrix van Castilië (1293-1359)    | Alfons IV van Portugal (1291-1357) ∞ Beatrix van Castilië (1293-1359)    | Alfons IV van Portugal (1291-1357) ∞ Beatrix van Castilië (1293-1359)    | Alfons IV van Portugal (1291-1357) ∞ Beatrix van Castilië (1293-1359)    |
| Ouders                              | Alfons XI van Castilië (1311–1350) ∞ 1270 Maria van Portugal (1313-1357)   | Alfons XI van Castilië (1311–1350) ∞ 1270 Maria van Portugal (1313-1357)   | Alfons XI van Castilië (1311–1350) ∞ 1270 Maria van Portugal (1313-1357)   | Alfons XI van Castilië (1311–1350) ∞ 1270 Maria van Portugal (1313-1357)   | Alfons XI van Castilië (1311–1350) ∞ 1270 Maria van Portugal (1313-1357) | Alfons XI van Castilië (1311–1350) ∞ 1270 Maria van Portugal (1313-1357) | Alfons XI van Castilië (1311–1350) ∞ 1270 Maria van Portugal (1313-1357) | Alfons XI van Castilië (1311–1350) ∞ 1270 Maria van Portugal (1313-1357) |
| Peter I van Castilië (1334-1369)    |                                                                            |                                                                            |                                                                            |                                                                            |                                                                          |                                                                          |                                                                          |                                                                          |